# Sarah Parcak
Sarah Helen Parcak, también conocida como Sarah Parcak  es una  arqueóloga  estadounidense,  egiptóloga y experta en teledetección, que ha utilizado imágenes de satélite para identificar posibles sitios arqueológicos en Egipto, Roma y otros lugares del antiguo Imperio Romano. Es profesora de Antropología y directora del Laboratorio de Observación Global de la Universidad de Alabama en Birmingham. En asociación con su marido, Greg Mumford, dirige proyectos de prospección y excavación en el Faiyum, el Sinaí y el  Delta Oriental del Nilo, en  Egipto.

## Educación
Parcak nació en  Bangor, Maine, y recibió su licenciatura en Egiptología y Estudios Arqueológicos de la Universidad de Yale en 2001, y su doctorado de la Universidad de Cambridge. Es profesora de Antropología en la Universidad de Alabama en Birmingham (UAB); anteriormente fue profesora de arte e historia egipcia en la Universidad de Gales, Swansea.

## Carrera
Entre 2003 y 2004, Parcak utilizó una combinación de análisis de imágenes satelitales y estudios de superficie para buscar 132 sitios potenciales de interés arqueológico, algunos de los cuales datan del año 3.000 a. C.
En asociación con su esposo, el Dr. Greg Mumford, dirige los proyectos de estudio y excavación en el Fayoum, el Sinaí y el Delta Oriental de Egipto. Han utilizado varios tipos de imágenes satelitales para buscar fuentes de agua y posibles sitios arqueológicos. Según Parcak, este enfoque reduce el tiempo y el costo de la determinación de sitios arqueológicos en comparación con la detección en superficie.
En 2007, fundó el Laboratorio de Observación Global de la Universidad de Alabama en Birmingham.
En 2009, sus imágenes satelitales fueron una prueba de cómo los saqueos se habían intensificado en Egipto.
En 2015, ganó el premio TED de 1 millón de dólares para 2016.
En 2016, recibió el Premio al Ingenio Americano de la revista Smithsonian en la categoría de Historia.

## Documentales
En mayo de 2011, la BBC emitió un documental, Egypt's Lost Cities, en el que se describía la investigación patrocinada por la BBC y llevada a cabo por el equipo de la UAB de Parcak durante más de un año utilizando imágenes de satélite en infrarrojo de satélites comerciales y de la NASA. El programa analizaba la investigación y mostraba a Parcak en Egipto buscando pruebas físicas. El equipo de la UAB anunció que había "descubierto" 17 pirámides, más de 1000 tumbas y 3000 antiguos asentamientos en las afueras de Sa el-Hagar, Egipto, pero el ministro de Estado de Antigüedades, Zahi Hawass, criticó el anuncio y dijo: "Es una información completamente errónea". Cualquier arqueólogo lo negará completamente".
En mayo de 2012, fue objeto de un programa de media hora en The Next List de la CNN, en el que se perfilan los innovadores "que están marcando tendencias y avanzando en diversos campos".
Fue el centro de atención de "El imperio perdido de Roma", un documental televisivo de Dan Snow, que se emitió por primera vez en la BBC One el 9 de diciembre de 2012. Identificó varios sitios importantes en Rumania, Nabataea, Túnez e Italia, incluyendo la arena de Portus, el faro y un canal hacia Roma junto al río Tíber.
Una coproducción de la BBC con PBS, NOVA/WGBH Boston y France Television, Vikings Unearthed, con una primera emisión el 4 de abril de 2016, documentó su uso de imágenes de satélite para detectar posibles restos de una presencia nórdica/vikinga en Point Rosee,  Terranova. En 2015, Parcak encontró lo que ella pensaba que eran los restos de una pared de césped y mineral de hierro de pantano tostado, sin embargo, la excavación de 2016 mostró que la "pared de césped" y la acumulación de mineral de hierro de pantano eran los resultados de procesos naturales.

## Publicaciones
En 2009, su libro Satellite Remote Sensing for Archaeology fue publicado por Routledge, describiendo la metodología de la arqueología satelital. Una reseña en la Antigüedad describió que se centraba «más en la metodología técnica que en la interpretación y el análisis», describió la obra de Parcak como «escrita en un estilo vivo que hace accesible a un público general un tema altamente técnico» y concluyó que era «una buena introducción para los estudiantes universitarios de arqueología, antropología y geografía».
Publicó «Arqueología desde el espacio»: How the Future Shapes Our Past en julio de 2019.